# Uszczęśliwić kobietę
Uszczęśliwić kobietę (ang. To Please a Lady) – amerykański film akcji z 1950 roku w reżyserii Clarence’a Browna. Zdjęcia plenerowe kręcono w stanach Teksas i Indiana.
Film zarobił 1,9 mln dolarów w Stanach Zjednoczonych.

## Obsada
- Clark Gable – Mike Brannan
- Adolphe Menjou – Gregg
- Barbara Stanwyck – Regina Forbes
- Emory Parnell – Pan Wendall
- Lela Bliss – sekretarka Reginy
- William C. McGaw – Joie Chitwood
- Roland Winters – Dwight Barrington
- Will Geer – Jack Mackay[4]